# Квінт Корніфіцій
Квінт Корніфіцій (лат. Quintus Cornificius; близько 79 до н. е.-42 до н. е.) — давньоримський політичний, державний та військовий діяч, поет та красномовець часів занепаду Римської республіки.

## Життєпис
Походив з роду Корніфіціїв. Син Квінта Корніфіцій, претора 67 або 66 року до н. е. е. У 50 році до н. е. заручився з дочкою Аврелії Орестілли, удови Луція Сергія Катіліни. 
У громадянській війні 49-48 років до н. е. між Гаєм Юлієм Цезарем та Гнеєм Помпеєм Великим підтримав першого. У 48 році до н. е. обіймав посаду квестора. Влітку цього року призначений пропретором Іллірика з двома легіонами, де успішно вів військові дії проти помпеянського флоту Марка Октавія.
У 47 році до н. е. зіткнувся з труднощами, але за допомогою легата Публія Ватінія повернув контроль над провінцією. Того ж року увійшов до колегії авгурів. Придбав будинок Гнея Помпея Великого і перебудував його, визнавши недостатньо розкішним. У 46 році до н. е. призначений намісником провінції Кілікії. Пізніше отримав також командування в Сирії, де вів боротьбу з Цецилієм Бассом, проте без особливого успіху.
У 45 році до н. е. став претором. У 44 році його призначено проконсулом провінції Африка. Вирушив туди після смерті Цезаря відповідно до його розпорядження. Тут підтримав республіканців Брута й Кассія проти Марка Антонія. 28 листопада 44 року до н. е. Антоній призначив проконсулом замість Квінта Корніфіція Гая Кальвізія Сабіна, але 20 грудня сенат наказав Квінту Корніфіцію залишатися в провінції.
У березні 43 року до н. е. сенат подовжив командування Корніфіція, пізніше передав йому один легіон з провінції Нова Африка (Нумідія), проте не надав достатнього фінансування. У листопаді тріумвіри передали провінцію Титу Секстію. Квінт Корніфіцій відмовився визнавати рішення тріумвірату і став надавати допомогу проскрибованим та Сексту Помпею.
У 42 році до н. е. Квінт Корніфіцій завдав низку поразок Секстію, який спробував заволодіти провінцією, і Корніфіція було проголошено імператором. Проте згодом Тит Секстій у вирішальний битві при Утіці завдати поразки Квінту Корніфіцію, який там загинув.

## Творчість
За деякими відомостями він є автором відомого твору з риторику «До Гереннія», де викладено основи красномовства з додаванням прикладів з життя. За іншою версією цей твір належить до творчості двоюрідного брата Квінта — Луцію Корніфіцію Старшому. Наслідував аттичному стилю у красномовстві. Був автором трактату «Про значення богів» у 3 книгах.
Про належність Корніфія до літературної течії неотериків є згадка у Катулла, який був його товаришем у Римі. Втім дотепер не збереглося ні назв його віршів або інших якихось творів. відомі лише назва поеми «Главк», також наявність у доробку віршів про кохання.